# 海南原缨口鳅
海南原缨口鳅（学名：Vanmanenia hainanensis）为平鳍鳅科原缨口鳅属的鱼类，是中国的特有物种。分布于海南岛昌江水系等，常栖息于山溪激流多岩石的水体。该物种的模式产地在广东海南岛琼中，昌江水系。
其种加词“hainanensis”意为“海南的”。